# DJ BoBo
Pour les articles homonymes, voir bobo.
 (novembre 2013).
Si vous disposez d'ouvrages ou d'articles de référence ou si vous connaissez des sites web de qualité traitant du thème abordé ici, merci de compléter l'article en donnant les références utiles à sa vérifiabilité et en les liant à la section « Notes et références ».
Peter René Baumann, dit DJ BoBo, né le 5 janvier 1968 à Kölliken, en Suisse, est un auteur-compositeur, producteur, danseur, chanteur et musicien.

## Biographie
Peter René Baumann naît le 5 janvier 1968 à Kölliken, dans le canton d'Argovie d'une mère suisse et d'un père italien.
Emblématique de la musique eurodance des années 1990, il réalise plusieurs classiques du genre tels que Somebody Dance With Me, Everybody, Let the Dream Come True ou Love Is All Around. Ils sont toujours construits sur le même moule : un refrain entraînant chanté par une chanteuse, et un rap chanté par DJ BoBo.
Comme la plupart des artistes d'eurodance, sa popularité décroit avec la fin des années 1990, mais il réussit à placer son titre Chihuahua comme l'un des tubes de l'année 2003.
Sa chanson Vampires are Alive a été choisie pour représenter la Suisse au Concours Eurovision de la chanson 2007, mais elle n'a pas été retenue lors de la demi-finale (20e sur 28 avec 40 points).
Il est marié à Nancy Rentzsch, une des danseuses qui l'accompagne sur scène, avec qui il a deux enfants, Jamiro né le 8 octobre 2002 et Kayley née le 29 septembre 2006.

## Tournées
En 1996, il est l'invité spécial de la tournée de Michael Jackson, pendant ces quatre jours (Prague, Budapest, Moscou et Varsovie), DJ BoBo et son équipe vont démontrer leur talent. Au même moment, DJ BoBo lance sa tournée européenne « World In Motion » (27 concerts dans les plus grandes salles d'Europe), dont les invités spéciaux de cette tournée : N Sync avec Justin Timberlake.
La tournée « Vampires Alive Tour » a été présentée en exclusivité et en première mondiale à Europa-Park en Allemagne, du 30 novembre au 2 décembre 2007, avec pas moins de cinq représentations.
La tournée « Fantasy Tour », qui débute en mai 2010, a été présentée en exclusivité et en première mondiale à Europa-Park en Allemagne, les 27 et 28 novembre 2009.
Les différents clips, pour la majorité de ses chansons des dix dernières années, sont par ailleurs réalisés dans ce parc d'attraction avec lequel il entretient un fidèle partenariat.
Il effectue une tournée dans plusieurs pays depuis janvier 2023, appelée "EVOLUT3ON", pour ses 30 ans de carrière, en ayant débuté d'abord à Europa-Park en Allemagne.

## Discographie

### Albums
- Dance With Me (1993)
- There Is A Party (1994)
- Just For You (1995)
- World In Motion (1996)
- Magic (1998)
- Level 6 (1999)
- Planet Colors (2001)
- Celebration (2002)
- Visions (2003)
- Pirates Of Dance (2005)
- Vampires (2007)
- Fantasy (2010)
- S' Bescht für Weihnachten (2010)
- Dancing Las Vegas (2011)
- Live In Berlin (2012)
- Circus (2014)
- Mystorial (2016)
- Kaleidoluna (2018)

## Télévision
DJ BoBo participe à l'émission Die grössten Schweizer Talent (l'équivalent suisse d'Incroyable Talent) depuis le 29 février 2011 en tant que juge.